# 邻苯二甲酰亚胺
邻苯二甲酰亚胺，俗称酞酰亚胺，是邻苯二甲酸生成的酰亚胺。

## 性质
白色棱状结晶。能升华。溶于碱、苯、沸乙酸，微溶于水、乙醇。

## 制取
1. 苯酐与碳酸氢铵在加热的条件下反应，再经结晶、冷却固化、粉碎得到成品。
2. 以尿素为原料合成。

## 用途
用于药物、染料、农药、橡胶助剂等物质合成的中间体，例如用于生产苯酞、邻苯二甲腈、灭菌丹、亚胺硫磷、靛蓝等。它的钾盐邻苯二甲酰亚胺钾是Gabriel伯胺合成中的试剂。